# Municipio
Un municipio es una entidad administrativa que  puede agrupar una sola localidad o varias.
El municipio está compuesto por un territorio claramente definido por un término municipal de límites fijados (aunque a veces no es continuo territorialmente, pudiendo extenderse fuera de sus límites con exclaves y presentando enclaves de otros municipios) y la población que lo habita regulada jurídicamente por instrumentos estadísticos como el padrón municipal y mecanismos que otorgan derechos, como el avecindamiento o vecindad legal, que sólo considera vecino al habitante que cumple determinadas características —origen o antigüedad— y no al mero residente.
El municipio está regido por un órgano colegiado denominado ayuntamiento, municipalidad, alcaldía o concejo, encabezado por una institución unipersonal: el alcalde (también llamado presidente municipal en algunas regiones). En el Antiguo Régimen en España había un alcalde por el estado noble y otro por el estado llano; en las principales ciudades, un corregidor designado por el rey. Por extensión, también se usa el término municipio para referirse al ayuntamiento o municipalidad en sí. En la mayoría de Estados modernos, un municipio es la división administrativa más pequeña que posee sus propios dirigentes representativos, elegidos democráticamente. En algunos municipios españoles todavía funciona el régimen medieval de gobierno, gestión y decisión por participación asamblearia denominado concejo abierto.
En algunos países, las entidades equivalentes a los municipios son llamadas "comunas"; por ejemplo, la commune francesa, el comune italiano o la kommun sueca. El término proviene de la comuna medieval (Ciudades-estado italianas, Ciudad Imperial Libre).

## Historia
En la Antigua Roma, un municipium (palabra latina que origina la castellana «municipio») era una ciudad libre que se gobernaba por sus propias leyes, aunque sus habitantes disfrutaban de muy distintas situaciones jurídicas, pues obtenían sus derechos no por su residencia en ella, sino por la posesión de la ciudadanía romana, la condición de libertad o esclavitud, etc.Se utiliza a veces como sinónimo la palabra de «municipalidad» que en su origen significa calidad de municipal. 
El concepto de municipio como subdivisión administrativa tiene su origen en la reorganización administrativa después de la revolución francesa de 1789. Los revolucionarios querían romper con las subdivisiones feudales del antiguo régimen y se crearon municipios, distritos, departamentos, teniendo su origen en hechos muy diversos. Los más frecuentes son los siguientes: se podía tratar del territorio de un señorío (en Cataluña, habitualmente una baronía); o bien de un término parroquial, dentro del anterior; podía ser una villa nueva, a veces villa franca, en territorio de forestación, a la que de entrada se le asignaba un territorio; territorio bajo jurisdicción de un monasterio, capítulo de canónigos, etcétera. En la base de la gran mayoría de municipios catalanes, hay uno de estos elementos territoriales predecesores. Otros países crearon estructuras similares para reemplazar a los señores locales hereditarios del antiguo régimen, según el caso por consejos elegidos o por funcionarios nombrados por el gobierno central. La doctrina francesa surgida a partir de la Revolución de 1789 consideraba el carácter natural de los municipios, como una persona social, una comunidad de intereses, anteriores a la existencia del Estado, que sólo debía limitarse a reconocer y proteger esta realidad. Otros ordenamientos europeos como los de Inglaterra o Alemania optaron por destacar el carácter legal del municipio.
Los países ocupados por Francia generalmente mantuvieron esta reforma administrativa. Otros países crearon estructuras similares para reemplazar a los señores locales hereditarios del antiguo régimen, según el caso por consejos elegidos o por funcionarios nombrados por el gobierno central.
Los municipios actuales en el Estado español se constituyeron, utilizando el nombre de «ayuntamiento», a partir de 1812, cuando se desplegaron las disposiciones emanadas de la Constitución de Cádiz , de modo que con anterioridad a esta fecha, no se puede hablar propiamente de la existencia de los municipios, con el concepto actual de ese ente administrativo.   En un primer momento se crearon muchos ayuntamientos, hasta el extremo de formarse con sólo dos cabezas de casa (dos electores y elegibles para el cargo de alcalde, por tanto), que debían agrupar a alrededor de 10 habitantes. Es el caso del ayuntamiento de Enrens i Trepadús, en la Alta Ribagorça (actualmente término de Tremp, en el Pallars Jussà).
En los años posteriores a 1812, se intentó terminar de organizar y racionalizar el estado español, creándose las provincias, los partidos judiciales, etcétera. En 1845 se promulgó una ley municipal que limitaba a 30 cabezas de casa lo mínimo para poder tener ayuntamiento propio, y, de este modo, todos los ayuntamientos más pequeños de este número se tuvieron que agrupar a uno mayor, o bien juntarse entre sí para tener el mínimo de ciudadanos electores y elegibles para los cargos. Había que ser cabeza de casa contribuyente con una renta mínima para poder ser considerado vecino (los citados electores y elegibles); el resto de la familia y los cabezas de familia de rentas más pequeñas no eran considerados vecinos y no podían votar ni ser elegidos para ningún tipo de cargo. 

## Municipios y equivalentes en diferentes países

### En países iberoparlantes
| País                 | Nombre(s) local(es) y enlaces a información adicional | Idioma                                      | Cantidad |
| -------------------- | ----------------------------------------------------- | ------------------------------------------- | -------- |
| Andorra              | Parròquia                                             | catalán                                     | 7        |
| Angola               | Município                                             | portugués                                   | 618      |
| Argentina            | Municipio                                             | español                                     | 1597     |
| Bolivia              | Municipio                                             | español                                     | 339      |
| Brasil               | Município                                             | portugués                                   | 5570     |
| Chile                | Comuna                                                | español                                     | 346      |
| Colombia             | Municipio                                             | español                                     | 1123     |
| Cabo Verde           | Município, concelho                                   | portugués                                   | 22       |
| Costa Rica           | Cantón                                                | español                                     | 84       |
| Cuba                 | Municipio                                             | español                                     | 168      |
| Ecuador              | Cantón                                                | español                                     | 221      |
| El Salvador          | Municipio                                             | español                                     | 44       |
| España               | Municipio, municipi, udalerria, concello              | español, catalán/valenciano, vasco, gallego | 8131     |
| Filipinas            | Munisipyo, bayan                                      | filipino, inglés                            | 1627     |
| Guatemala            | Municipio                                             | español                                     | 340      |
| Guinea Ecuatorial    | Municipio                                             | español                                     | 32       |
| Honduras             | Municipio                                             | español                                     | 298      |
| Mozambique           | Município                                             | portugués                                   | 53       |
| México               | Municipio                                             | español                                     | 2466     |
| Nicaragua            | Municipio                                             | español                                     | 153      |
| Panamá               | Distrito                                              | español                                     | 80       |
| Portugal             | Município, concelho                                   | portugués                                   | 308      |
| Paraguay             | Municipio                                             | español                                     | 260      |
| Perú                 | Distrito                                              | español                                     | 1896     |
| Puerto Rico          | Municipio                                             | español                                     | 78       |
| República Dominicana | Municipio                                             | español                                     | 158      |
| Timor Oriental       | Município                                             | portugués                                   | 13       |
| Uruguay              | Municipio                                             | español                                     | 125      |
| Venezuela            | Municipio                                             | español                                     | 335      |

### En otros países
| País                 | Nombre(s) local(es) y enlaces a información adicional | Idioma                              | Cantidad                      |
| -------------------- | ----------------------------------------------------- | ----------------------------------- | ----------------------------- |
| Albania              | Bashki (urbano), komunë (rural)                       | albanés                             | 61                            |
| Alemania             | Gemeinde                                              | alemán                              | 12013                         |
| Austria              | Gemeinde                                              | alemán                              | 2193                          |
| Argelia              | Baladiyah, commune                                    | árabe, francés                      | 1541                          |
| Bélgica              | Commune, gemeente, Gemeinde                           | francés, neerlandés, alemán         | 589                           |
| Belice               | Constituencies, circunscripciones                     | inglés, español                     | 31                            |
| Benín                | Commune                                               | francés                             | 77                            |
| Bosnia y Herzegovina | Općina, opština                                       | bosnio, serbio                      | 143                           |
| Bulgaria             | Oбщина /obshtina/, en plural общини /obshtini/        | búlgaro                             | 264                           |
| Burundi              | Commune                                               | francés                             | 129                           |
| Canadá               | Municipality, municipalité                            | inglés, francés                     | 3572                          |
| Catar                | Baladiyah                                             | árabe                               | 7                             |
| Croacia              | Općina, en plural općine                              | croata                              | 556                           |
| Dinamarca            | kommune                                               | danés                               | 98                            |
| Eslovenia            | občina, en plural občine                              | esloveno                            | 210                           |
| Eslovaquia           | Obec                                                  | eslovaco                            | 2869                          |
| Estonia              | Omavalitsus                                           | estonio                             | 207                           |
| Estados Unidos       | Municipality, township o county                       | inglés                              | 3243                          |
| Finlandia            | Kunta, kommun                                         | finés, sueco                        | 312                           |
| Francia              | Commune                                               | francés                             | 36658                         |
| Grecia               | Dímous                                                | griego                              | 325                           |
| Guyana               | Neighbourhood council                                 | inglés                              | 111                           |
| Haití                | Commune                                               | francés                             | 133                           |
| Hungría              | Község                                                | húngaro                             | 3137                          |
| Islandia             | Sveitarfélag                                          | islandés                            | 79                            |
| Italia               | Comune                                                | italiano                            | 7904                          |
| Jamaica              | Parish                                                | inglés                              | 14                            |
| Japón                | Shichosonku                                           | japonés                             | 1719                          |
| Letonia              | Novads, en plural novadi                              | letón                               | 118                           |
| Liechtenstein        | Gemeinde                                              | alemán                              | 11                            |
| Lituania             | Savivaldybė                                           | lituano                             | 60                            |
| Luxemburgo           | Commune                                               | francés                             | 116                           |
| Macedonia del Norte  | Opština                                               | macedonio                           | 84                            |
| Mali                 | Commune                                               | francés                             | 703 (19 urbanas; 684 rurales) |
| Malta                | Muniċipalitajiet                                      | maltés                              | 68                            |
| Marruecos            | Albaladia, baladiyah, commune                         | árabe                               | 1503                          |
| Moldavia             | Municipiu                                             | moldavo (rumano)                    | 23                            |
| Montenegro           | Opština                                               | montenegrino                        | 23                            |
| Namibia              | Electoral district                                    | inglés                              | 102                           |
| Nepal                | Garpalika, gaunpalika                                 | nepalí                              | 58                            |
| Nigeria              | Local government area                                 | inglés                              | 744                           |
| Noruega              | Kommune                                               | noruego                             | 428                           |
| Países Bajos         | Gemeente                                              | neerlandés                          | 383                           |
| Polonia              | Gmina                                                 | polaco                              | 2479 (6243)                   |
| Reino Unido          | Borough, city council                                 | inglés                              | 326                           |
| República Checa      | Obec                                                  | checo                               | 6258                          |
| Ruanda               | District                                              | inglés                              | 28                            |
| San Marino           | Castello                                              | italiano                            | 9                             |
| Sierra Leona         | District                                              | inglés                              | 14                            |
| Somalia              | District                                              | árabe                               | 96                            |
| Sudáfrica            | Municipality                                          | inglés                              | 226                           |
| Suecia               | Kommun                                                | sueco                               | 290                           |
| Surinam              | Ressort                                               | neerlandés                          | 62                            |
| Suiza                | Gemeinde, commune, comune, vischnanca                 | alemán, francés, italiano, romanche | 2324                          |
| Zambia               | District                                              | inglés                              | 89                            |
| Zimbabue             | District                                              | inglés                              | 57                            |

### En países angloparlantes
- En Australia, se utiliza el término área de gobierno local (AGL en inglés LGA, Local Government Area) en lugar del genérico municipio. En este caso, la «estructura LGA» abarca únicamente las áreas incorporadas de Australia. Las áreas incorporadas son partes legalmente designadas de los estados y territorios sobre las que tienen responsabilidad los órganos de gobierno locales incorporados».[14]

- En Canadá, los municipios son gobiernos locales establecidos a través de la legislación provincial y territorial, normalmente dentro de los estatutos municipales generales.[15][16] Los tipos de municipios dentro de Canadá incluyen ciudades, municipios de distrito, distritos municipales, municipios, parroquias, municipios rurales, ciudades, municipios, pueblos y villas entre otros. [16] La provincia de Ontario tiene diferentes niveles de municipios, entre los que se incluyen los niveles inferior, superior y único.[17] Los tipos de municipios de nivel superior en Ontario incluyen condados y municipios regionales.[17] Nueva Escocia también tiene municipios regionales, que incluyen ciudades, condados, distritos o pueblos como unidades municipales.[18]

- En India, un municipio (también conocido como consejo municipal) es un organismo local urbano que administra una ciudad de 100.000 habitantes o más (los criterios varían de un estado a otro). Sin embargo, hay excepciones, ya que antes los municipios se constituían en núcleos urbanos con más de 20.000 habitantes, por lo que todos los organismos urbanos que antes se clasificaban como municipio se reclasificaron como municipio aunque su población fuera inferior a 100.000 habitantes. interactúa directamente con el gobierno estatal, aunque administrativamente forma parte del distrito en el que se encuentra. Por lo general, las ciudades de distrito más pequeñas y los pueblos más grandes tienen un municipio. Los municipios son también una forma de autogobierno local con algunas obligaciones y responsabilidades, tal y como se recoge en la Ley Constitucional (74ª Enmienda),1992.

- En el Reino Unido, el término se utilizó hasta la entrada en vigor de la Local Government Act 1972 en 1974 en Inglaterra y Gales, y hasta 1975 en Escocia y 1976 en Irlanda del Norte, «tanto para una ciudad o pueblo que se organiza para autogobernarse bajo una corporación municipal, como para el propio órgano de gobierno. Dicha corporación en Gran Bretaña consta de un jefe como alcalde o preboste, y de miembros superiores, como regidores y concejales».[19] Desde la reorganización del gobierno local, la unidad en Inglaterra, Irlanda del Norte y Gales se conoce como “”district“”“, y en Escocia como ”“council area”“”. Un district puede recibir el estatus de borough o city, o puede conservar su título de district.

- En Jersey, un municipio se refiere a los funcionarios honorarios elegidos para dirigir cada una de las 12 parroquias en las que está subdividido. Es el nivel más alto de gobierno regional en esta jurisdicción.

- En Trinidad y Tobago, por «municipio» se entiende normalmente una ciudad, pueblo u otra unidad de gobierno local, constituida por carta municipal del estado como corporación municipal. A un pueblo se le puede conceder el estatus de borough y, más adelante, se le puede elevar a la categoría de ciudad. Chaguanas, San Fernando, Puerto España, Arima y Point Fortin son los 5 municipios actuales de Trinidad y Tobago.

- En Estados Unidos de América, por «municipio» se entiende normalmente una ciudad, pueblo, aldea u otra unidad de gobierno local, constituida por carta municipal del estado como corporación municipal.[20] En el contexto de la legislación estatal, algunos códigos estatales estadounidenses definen «municipio» de forma más amplia, desde el propio estado hasta cualquier subdivisión política con jurisdicción sobre una zona que puede incluir múltiples lugares poblados y despoblados.[21][22]

## Competencias propias
Los municipios suelen ejercer competencias propias en diversas materias, entre las que se incluyen:
- Urbanismo y vivienda
- Medio ambiente urbano
- Abastecimiento de agua y tratamiento de aguas residuales
- Infraestructura viaria
- Evaluación e información de situaciones de necesidad social
- Policía local y protección civil
- Tráfico y movilidad
- Turismo[23]

## Servicios
Dependiendo de su población, los municipios deben prestar ciertos servicios mínimos, como por ejemplo:
- Alumbrado público
- Cementerio
- Recogida de residuos
- Limpieza viaria
- Abastecimiento domiciliario de agua potable
- Alcantarillado
- Acceso a núcleos de población
- Pavimentación de vías públicas[23]

## Término municipal
Cada municipio tiene un término municipal definido, que es el territorio en el que el ayuntamiento ejerce sus competencias. Esta estructura básica permite a los municipios ser los cauces inmediatos de participación ciudadana en los asuntos públicos, institucionalizando y gestionando con autonomía los intereses propios de las correspondientes colectividades.